# Girolamo Antonio Altieri, III principe di Oriolo
Girolamo Antonio Altieri, III principe di Oriolo (Roma, 21 marzo 1676 – Roma, 17 gennaio 1762), è stato un principe italiano.

## Biografia
Girolamo Antonio nacque a Roma nel 1676, figlio ultimogenito di Gaspare Altieri, I principe di Oriolo, e di sua moglie Laura Caterina Altieri. Sua madre era nipote di papa Clemente X, mentre suo padre era nipote del cardinale Paluzzo Paluzzi Altieri degli Albertoni.
Alla morte di suo padre nel 1720, suo fratello maggiore Emilio ne ottenne i titoli ed i possedimenti di famiglia, ma morì appena un anno dopo essersi sposato ed aver avuto due figlie femmine che però non potevano ereditare. Girolamo Antonio venne quindi chiamato a succedere a titolo di principe di Oriolo.
Morì a Roma il 17 gennaio 1762.

## Matrimonio e figli
Girolamo Antonio sposò nel 1721 Maria Maddalena Borromeo Arese (1701 - 1782), figlia di Carlo Borromeo Arese, VI marchese di Angera, e di sua moglie, la principessa romana Camilla Barberini. Da questo matrimonio nacquero i seguenti eredi:
- Maria Caterina (1º maggio 1722 - 30 settembre 1791), sposò Girolamo Mattei, III duca di Giove
- Emilio Carlo (1723 - 1801), sposò nel 1749 Livia Borghese (1731 - 1802), figlia di figlia di Camillo Borghese, IV principe di Sulmona
- Vincenzo Maria (1724 - 1800), cardinale
- Giovanni Battista (3 gennaio 1726 - ?), morto in tenera età
- Maria Teresa (15 ottobre 1728 - ?)
- Maria Luisa (2 giugno 1731- ?)
- Angelo (27 settembre 1734 - 1º gennaio 1808), cavaliere dell'Ordine di Malta, maestro di camera pontificio[3]
- Carlo (2 maggio 1736 - dopo il 1741), morto in giovane età
- Maria Camilla (10 aprile 1740 - ?)

## Albero genealogico
|                                                          |                |                                                | Genitori                                                |  |  | Nonni |  |  | Bisnonni                                 |  |  | Trisnonni                                   |  |
|                                                          |                |                                                |                                                         |  |  |       |  |  | Antonio Albertoni, II marchese di Rasina |  |  | Baldassarre Albertoni, I marchese di Rasina |  |
|                                                          |                |                                                |                                                         |  |  |       |  |  | Antonio Albertoni, II marchese di Rasina |  |  | Baldassarre Albertoni, I marchese di Rasina |  |
|                                                          |                | Clarice Bonfilioli                             |                                                         |  |  |       |  |  | Antonio Albertoni, II marchese di Rasina |  |  |                                             |  |
| Angelo Paluzzi Albertoni Altieri, III marchese di Rasina |                |                                                |                                                         |  |  |       |  |  | Antonio Albertoni, II marchese di Rasina |  |  |                                             |  |
|                                                          |                | Laura di Carpegna                              | Orazio II di Carpegna, conte di Carpegna e di Scavolino |  |  |       |  |  |                                          |  |  |                                             |  |
|                                                          |                | Laura di Carpegna                              | Orazio II di Carpegna, conte di Carpegna e di Scavolino |  |  |       |  |  |                                          |  |  |                                             |  |
|                                                          |                | Laura di Carpegna                              | Laura Passionei                                         |  |  |       |  |  |                                          |  |  |                                             |  |
| Gaspare Altieri, I principe di Oriolo                    |                | Laura di Carpegna                              |                                                         |  |  |       |  |  |                                          |  |  |                                             |  |
|                                                          |                | …                                              | …                                                       |  |  |       |  |  |                                          |  |  |                                             |  |
|                                                          |                | …                                              | …                                                       |  |  |       |  |  |                                          |  |  |                                             |  |
|                                                          |                | …                                              | …                                                       |  |  |       |  |  |                                          |  |  |                                             |  |
| Vittoria Parabiacca                                      |                | …                                              |                                                         |  |  |       |  |  |                                          |  |  |                                             |  |
|                                                          |                | …                                              | …                                                       |  |  |       |  |  |                                          |  |  |                                             |  |
|                                                          |                | …                                              | …                                                       |  |  |       |  |  |                                          |  |  |                                             |  |
|                                                          |                | …                                              | …                                                       |  |  |       |  |  |                                          |  |  |                                             |  |
| Girolamo Antonio Altieri, III principe di Oriolo         |                | …                                              |                                                         |  |  |       |  |  |                                          |  |  |                                             |  |
|                                                          | Orazio Altieri | Girolamo Altieri                               |                                                         |  |  |       |  |  |                                          |  |  |                                             |  |
|                                                          | Orazio Altieri | Girolamo Altieri                               |                                                         |  |  |       |  |  |                                          |  |  |                                             |  |
|                                                          | Orazio Altieri | Ersilia Capranica                              |                                                         |  |  |       |  |  |                                          |  |  |                                             |  |
| Antonio Maria Altieri                                    | Orazio Altieri |                                                |                                                         |  |  |       |  |  |                                          |  |  |                                             |  |
|                                                          |                | Anne du Blioul                                 | Laurent du Blioul                                       |  |  |       |  |  |                                          |  |  |                                             |  |
|                                                          |                | Anne du Blioul                                 | Laurent du Blioul                                       |  |  |       |  |  |                                          |  |  |                                             |  |
|                                                          |                | Anne du Blioul                                 | …                                                       |  |  |       |  |  |                                          |  |  |                                             |  |
| Laura Caterina Altieri                                   |                | Anne du Blioul                                 |                                                         |  |  |       |  |  |                                          |  |  |                                             |  |
|                                                          |                | Francesco Maria di Carpegna, conte di Carpegna | Orazio II di Carpegna, conte di Carpegna e Scavolino    |  |  |       |  |  |                                          |  |  |                                             |  |
|                                                          |                | Francesco Maria di Carpegna, conte di Carpegna | Orazio II di Carpegna, conte di Carpegna e Scavolino    |  |  |       |  |  |                                          |  |  |                                             |  |
|                                                          |                | Francesco Maria di Carpegna, conte di Carpegna | Camilla Passionei                                       |  |  |       |  |  |                                          |  |  |                                             |  |
| Maria Virginia di Carpegna                               |                | Francesco Maria di Carpegna, conte di Carpegna |                                                         |  |  |       |  |  |                                          |  |  |                                             |  |
|                                                          |                | Marzia Spada di Collescipoli                   | …                                                       |  |  |       |  |  |                                          |  |  |                                             |  |
|                                                          |                | Marzia Spada di Collescipoli                   | …                                                       |  |  |       |  |  |                                          |  |  |                                             |  |
|                                                          |                | Marzia Spada di Collescipoli                   | …                                                       |  |  |       |  |  |                                          |  |  |                                             |  |
|                                                          |                | Marzia Spada di Collescipoli                   |                                                         |  |  |       |  |  |                                          |  |  |                                             |  |